# Albert Käuflein
Albert Käuflein (* 1960 in Karlsruhe) ist ein deutscher katholischer Theologe, Autor und Politiker (CDU). Von 2006 bis 2017 gehörte er dem Gemeinderat der Stadt Karlsruhe an. Seit 2018 ist er Bürgermeister von Karlsruhe.

## Leben
Käuflein studierte nach dem Abitur am Humboldt-Gymnasium Karlsruhe an den Universitäten Freiburg im Breisgau und Mainz Philosophie und Katholische Theologie. Nach Abschluss des Studiums mit dem Diplom war er von 1989 bis 1994 Wissenschaftlicher Mitarbeiter an der Universität Mainz, wo er 1994 mit einer Untersuchung zur Normenbegründung promoviert wurde. Zusätzlich absolvierte er eine journalistische Ausbildung für Theologen. Von 1994 bis 2017 war er Leiter des Roncalli-Forums in Karlsruhe, einer Einrichtung des Bildungswerks der Erzdiözese Freiburg. Außerdem war er von 1987 bis 2017 einer der Beauftragten der Erzdiözese Freiburg für privaten Hörfunk.
Käuflein war von 2006 bis 2017 Mitglied des Karlsruher Stadtrats. Seit 2018 ist er Bürgermeister der Stadt Karlsruhe und zuständig für die Bereiche Kultur, Öffentliche Sicherheit und Ordnung, Personal und Organisation, Statistik und Wahlen, Bürgerbeteiligung, Stadtentwicklung, Informationstechnik und Digitalisierung.
Er ist Autor und Herausgeber mehrerer wissenschaftlicher Fachbücher, außerdem Autor zahlreicher journalistischer Beiträge, unter anderem für das Konradsblatt, Die Tagespost sowie Die Neue Ordnung. 
Käuflein ist verheiratet mit Marina Käuflein und Stiefvater von einer Tochter und einem Sohn.
Sein Lebensmotto lautet: „Passt euch nicht dieser Welt an, gestaltet sie mit.“

## Veröffentlichungen (Auswahl)

### Als Autor
- Deontologische oder teleologische Begründung sittlicher Normen? Zugleich Dissertation, EOS Verlag, St. Ottilien 1995, ISBN 978-3-88096-472-3
- mit Margarete Kern: Über die Kürze des Lebens. Bilder–Objekte–Texte. Loeper Literaturverlag, Karlsruhe 2003, ISBN 978-3-86059-507-7
- mit Georg Bätzing, Horst Krahl: Nachgefragt. Hilfen zum Verständnis des christlichen Glaubens. Paulinus Verlag, Trier 2008, ISBN 978-3-7902-0077-5
- mit Georg Müller, Joachim Reger: Nachgefragt. Hilfen zum Verständnis des christlichen Glaubens. Band 2, Paulinus Verlag, Trier 2018, ISBN 978-3-7902-1949-4

### Als Herausgeber
- mit Tobias Licht: Wo steht die Kirche? Orientierung am Zweiten Vatikanischen Konzil und an der Gemeinsamen Synode. G. Braun Buchverlag, Karlsruhe 1996, ISBN 978-3-7650-8179-8
- mit Ekkehard Fulda, Klaus-Dieter Jany: Gemachte Natur. Orientierungen zur grünen Gentechnik. G. Braun Buchverlag, Karlsruhe 2001, ISBN 978-3-7650-8271-9
- mit Thomas Macherauch: Determiniert oder frei? Auseinandersetzung mit der Hirnforschung. G.Braun Buchverlag, Karlsruhe 2006, ISBN 978-3-7650-8356-3
- mit Thomas Macherauch: Religion und Gewalt. Echter Verlag, Würzburg 2008, ISBN 978-3-429-02989-0
- mit Günter Frank: Ökumene heute. Herder Verlag 2010, ISBN 978-3-451-30256-5
- mit Günter Frank, Tobias Licht: Von der Reformation zur Reform. Herder Verlag 2015, ISBN 978-3-451-33335-4